# Stamboom Amalia van Anhalt-Dessau (1666-1726)
| Stamboom Amalia van Anhalt-Dessau (1666-1726)                                               | Stamboom Amalia van Anhalt-Dessau (1666-1726)                                                          | Stamboom Amalia van Anhalt-Dessau (1666-1726)                                                          |
| ------------------------------------------------------------------------------------------- | --- | --- |
| Grootouders                                                                                 | Johan Casimir van Anhalt-Dessau (1596-1660) x 1623 Agnes van Hessen-Kassel (1606-1650)                 | Frederik Hendrik van Oranje-Nassau (1584-1647) x 1625 Amalia van Solms (1602-1675)                     |
| Ouders                                                                                      | Johan George II van Anhalt-Dessau (1627-1693) x 1659 Henriëtte Catharina van Oranje-Nassau (1638-1708) | Johan George II van Anhalt-Dessau (1627-1693) x 1659 Henriëtte Catharina van Oranje-Nassau (1638-1708) |
| Amalia van Anhalt-Dessau (1666-1726) x 1683 Hendrik Casimir II van Nassau-Dietz (1657-1696) | | |
| Kinderen                                                                                    | Johan Willem Friso van Nassau-Dietz (1687-1711) x Maria Louise van Hessen-Kassel (1688-1765)           | Johan Willem Friso van Nassau-Dietz (1687-1711) x Maria Louise van Hessen-Kassel (1688-1765)           |
| Kleinkinderen                                                                               | Anna (1710-1777) Willem IV (1711-1751)                                                                 | Anna (1710-1777) Willem IV (1711-1751)                                                                 |